# Veronica Lindholm
Veronica Lindholm (1984) é uma política sueca. Ela serviu como membro do Riksdag de 29 de setembro de 2014 a 24 de setembro de 2018, representando o círculo eleitoral do condado de Västerbotten.